# Stinking Up the Night
Stinking Up the Night är ett album av det svenska death metal-bandet Death Breath. Det släpptes i oktober 2006.

## Låtlista
1. "Death Breath" - 2:55
2. "Chopping Spree" - 3:28
3. "Heading for Decapitation" - 2:57
4. "Dragged Through the Mud" - 4:07
5. "Coffins of the Unembalmed Dead" - 3:19
6. "A Morbid Mind" - 3:54
7. "Reduced to Ashes" - 2:45
8. "Christ All Fucking Mighty" - 2:22
9. "Flabby Little Things From Beyond" - 3:17
10. "Cthulhu Fhtagn!" - 4:52